# Aleksiej Markow
Aleksiej Michajłowicz Markow (ros. Алексей Михайлович Марков, ur. 26 maja 1979 w Moskwie) – rosyjski kolarz torowy oraz szosowy, srebrny i dwukrotnie brązowy medalista olimpijski na torze.
Czterokrotnie występował w igrzyskach olimpijskich (1996, 2000, 2004, 2008). W 1996 roku w Atlancie zdobył srebrny medal w drużynowym wyścigu na dochodzenie i był czwarty indywidualnie, w 2000 w Sydney zdobył brązowy medal w wyścigu punktowym, a w Pekinie (2008) występując w parze z Michaiłem Ignatiewem zdobył brązowy medal w madisonie.

## Osiągnięcia
- 1996
  - srebrny medal igrzysk olimpijskich w drużynowym wyścigu na dochodzenie
- 1997
  - wicemistrzostwo świata w indywidualnym wyścigu na dochodzenie
  - wicemistrzostwo świata juniorów do lat 19 w szosowym wyścigu indywidualnym na czas
- 1999
  - brązowy medal mistrzostw świata w drużynowym wyścigu na dochodzenie
- 2000
  - brązowy medal igrzysk olimpijskich w wyścigu punktowym
- 2005
  - wygrana w szosowym wyścigu Grande Prémio Internacional CTT Correios de Portugal
- 2008
  - brązowy medal mistrzostw świata w indywidualnym wyścigu na dochodzenie
  - brązowy medal igrzysk olimpijskich w madisonie